# Валкенбюрг, Диане
Диане Валкенбюрг (нидерл. Diane Valkenburg; 30 августа 1984 года, Бергсенхук, Нидерланды) — нидерландская конькобежка. Участница зимних Олимпийских игр 2010 года, 2-кратная чемпионка мира в командной гонке, 3-кратная серебряный призёр чемпионата мира, бронзовый призёр чемпионата Европы.

## Биография
Диане Валкенбюрг родилась в небольшом городке Бергсенхук, всего в 10 км от Роттердама. С 13 лет выступала в клубных соревнованиях в Гааге, а с 2001 года перешла в региональную команду KNSB под руководством Вима ден Эльсена и Арнольда ван дер Пула и впервые участвовала на юниорском чемпионате Нидерландов. С 2006 года стала выступать на чемпионатах Нидерландов. В 2007 году на зимней Универсиаде в Турине завоевала золотую медаль в командной гонке и следом выиграла многоборье на юниорском чемпионате Нидерландов.
В сезоне 2007/08 Диане впервые на чемпионате страны заняла 3-е место в забеге на 1500 м и 2-е на 5000 м и дебютировала на Кубке мира. На 4-м этапе в Херенвене вместе с партнёршами выиграла "золото" в командной гонке. В феврале на дебютном чемпионата мира в Берлине заняла 8-е место в сумме многоборья, а в марте на чемпионате мира на отдельных дистанциях в Нагано заняла 8-е место в беге на 3000 м и 9-е на 5000 м. В мае 2008 года Диане перешла в команду "VPZ Schaatsteam" под руководством Эрика Боумана и Эрвина тен Хоува.
В сезоне 2009/10 она выиграла две "бронзы" на чемпионате Нидерландов в забегах на 3000 и 5000 м, в декабре 2009 прошла квалификацию на олимпиаду 2010 года, заняв 2-е место на дистанции 3000 м и 3-е на 5000 м. В январе 2010 года дебютировала на чемпионате Европы в Хамаре заняла 6-е место в многоборье. На зимних Олимпийских играх в Ванкувере заняла 11-е место на дистанции 3000 метров и 6-е в командной гонке.
В марте 2010 года на чемпионате мира в Херенвене стала 7-й в сумме многоборья, а в мае вступила в команду Жака Ори "Lotto-Jumbo". В 2011 году заняла в многоборье 4-е место на чемпионате Европы в Коллальбо, заняла 8-е место на чемпионате мира в классическом многоборье в Калгари и на чемпионате мира на отдельных дистанциях в Инцелле завоевала серебряные медали на дистанции 1500 м и в командной гонке.
В 2012 году Диане завоевала золотую медаль в командной гонке на чемпионате мира на отдельных дистанциях в Херенвене, а через год вновь стала чемпионкой мира в Сочи. В том же сезоне 2012/2013 впервые стала чемпионкой Нидерландов, выиграв дистанцию 3000 м и завоевала "серебро" в многоборье на чемпионате мира в Хамаре. Она также стала бронзовой призёркой в многоборье на чемпионате Европы в Херенвене.
В сезоне 2013/14 на чемпионате Европы в Хамаре стала 4-й в многоборье, и 2-й на чемпионате Нидерландов, а в марте на чемпионате мира в Херенвене заняла 5-е место в сумме многоборья. В мае 2015 года Диане перешла в команду Мартина тен Хоува и Милана Коккена "iSkate". Следующий сезон она провела слабо, участвуя в национальных чемпионатах и на этапах Кубка мира. В марте 2016 года она завершила карьеру.

## Личная жизнь
Диане Валкенбюрг в 2002 году завершила обучение в колледже Синт-Лоуренс в Роттердаме. С 2002 по 2007 год проходила обучение в Амстердамском свободном университете и получила степень бакалавра наук о движении, а в 2012 году  степень магистра наук о движении. С 2016 по 2019 год Диане проводила нагрузочные тесты в испытательно-тренировочном центре "Wattbike Zoetemelk Pro-indoorcycling" в Рулофарендсвене, а параллельно до апреля 2020 года работала тренером по физической нагрузке в региональном центре талантов. В 2020 году получила диплом тренера 4 уровня по программе KNSB и олимпийского комитета Нидерландов. С апреля 2020 года по настоящее время она тренер и специалист по движениям и физическим нагрузкам в марафонской команде "Jumbo-Visma". Также с сентября 2016 года по настоящее время Диане Валкенбюрг работает физиологом в "Better Training", где проводит тесты с упражнениями и пишет индивидуальные программы тренировок. Живёт в небольшой деревне Хогмаде, что находится в 10 километрах от Лейдена. Диане Валкенбюрг замужем. Летом 2020 года родила вторую дочь Софи. Она дочь отца Фреда и матери Моники, у неё есть сестра Мартине и брат.